# Kul Pahar
Kul Pahar é uma cidade e uma nagar panchayat no distrito de Mahoba, no estado indiano de Uttar Pradesh.

## Demografia
Segundo o censo de 2001, Kul Pahar tinha uma população de 17,437 habitantes. Os indivíduos do sexo masculino constituem 52% da população e os do sexo feminino 48%. Kul Pahar tem uma taxa de literacia de 54%, inferior à média nacional de 59.5%: a literacia no sexo masculino é de 65% e no sexo feminino é de 42%. Em Kul Pahar, 18% da população está abaixo dos 6 anos de idade.